# V407 Lupi
V407 Lupi, Nova Lupi 2016 eller ASASSN-16kt, var en ljusstark nova i Vargens stjärnbild. Den upptäcktes den 24 september 2016 av All Sky Automated Survey for SuperNovae (ASAS-SN).  Novan hade vid upptäckten den skenbara magnituden +9,11 och var i maximum av magnitud 5,6. Den har sedan bleknat till magnitud 19,0.